# Sešemetka
Sešemetka (ka = "duša") je bila egipatska kraljica supruga, supruga faraona Dena. Spominje se na Denovoj steli u Umm el-Qa'abu. Zvana je "Velika od hetes-žezla", "Ona koja gleda Horusa", "Ona koja nosi Seta"; njezin drugi naslov se vjerojatno odnosi na njezina muža, faraona, koji je bio zemaljsko utjelovljenje boga Horusa, čiji je neprijatelj bio Set.
S Denom je bila majka budućeg faraona Anedžiba.